# 663
663 (DCLXIII) var ett normalår som började en söndag i den julianska kalendern.

## Händelser

### Okänt datum
- Chlothar III, frankisk kung, förlorar Austrasien till Childerik II.
- Vulkanen Fuji bestigs första gången av en anonym munk.

## Födda
- Ōtsu, japansk prins och poet.

## Avlidna
- Gartnait IV av pikterna, kung över pikterna.
- Guaire Aidne mac Colmáin, kung av Connacht.